# Jaŭhen Curkin
Jaŭhen Mikalaevič Curkin (in bielorusso Яўген Мікалаевіч Цуркін?; Homel', 9 novembre 1990) è un nuotatore bielorusso.

## Palmarès
- Mondiali in vasca corta

Windsor 2016: bronzo nella 4x50m misti.
- Europei

Debrecen 2012: bronzo nei 50m farfalla.
Berlino 2014: oro nei 50m farfalla.
- Europei in vasca corta

Herning 2013: bronzo nei 50m farfalla e nella 4x50m misti.
Netanya 2015: argento nei 50m farfalla e bronzo nella 4x50m sl e nella 4x50m misti.
Copenaghen 2017: bronzo nella 4x50m misti.
Glasgow 2019: bronzo nella 4x50m misti.
- Universiadi

Kazan 2013: oro nei 50m farfalla e argento nei 100m farfalla.
Gwangju 2015: oro nei 50m sl, argento nei 50m farfalla e bronzo nei 100m farfalla.